# Лишуй (Нанкин)
Лишу́й (кит. упр. 溧水, пиньинь Lìshuǐ) — район городского подчинения города субпровинциального значения Нанкин провинции Цзянсу (КНР). Район назван по реке Лишуй.

## История
После образования на территории Китая первого в истории централизованного государства — империи Цинь — эти земли в 221 году до н. э. вошли в состав уезда Лиян (溧阳县).
При империи Суй в 591 году из уезда Лиян был выделен уезд Лишуй (溧水县).
При монгольской империи Юань уезд был в 1295 году поднят в статусе до области Лишуй (溧水州), но при китайской империи Мин область в 1369 году была вновь понижена в статусе до уезда. В 1491 году юго-западная часть уезда была выделена в отдельный уезд Гаочунь.
В 1949 году в составе провинции Цзянсу был образован Специальный район Чжэньцзян (镇江专区), и уезд вошёл в его состав. В 1983 году уезд был переведён под юрисдикцию Нанкина.
В 2013 году уезд был преобразован в район городского подчинения.

## Административное деление
Район делится на 8 посёлков.

## Экономика
Развито сельское хозяйство, в том числе выращивание цветов, овощей и клубники.